# Petit carême
Le petit carême ou « pré-carême » est, dans les Églises d'Orient – Églises orthodoxes et Églises catholiques de rite byzantin – une période de trois semaines, du Dimanche du Publicain et du Pharisien (P - 70) au soir du Dimanche du Pardon (P  - 49). C'est une période de prière et de réflexion durant laquelle le fidèle est progressivement préparé à l'épreuve du grand carême.

## Déroulement du petit carême
Au cours du temps préparatoire du Petit Carême, les deux premières semaines ne comportent pas de restrictions alimentaires mais invitent les fidèles à la méditation et à la prière : lors de la première semaine, la méditation porte sur l'humilité du fidèle envers les autres et la Grâce divine ; la seconde semaine demande au fidèle de méditer sur la parabole du Veau gras et les voies permettant de retrouver Dieu par l'humilité et la reconnaissance de ses fautes.
La troisième semaine de petit carême commence le dimanche du Jugement dernier (P - 56). Cette semaine est consacrée à l'aumône et à l'attention aux plus faibles ; la leçon est que le fidèle doit agir envers chacun comme s'il était le Christ lui-même. Au cours cette semaine, le fidèle est invité à s'abstenir de viande et à restreindre sa consommation de produits animaux au œufs et au laitages ; on l'appelle semaine des laitages ou semaine de la tyrophagie. C'est au début de cette semaine, au soir du dimanche du Jugement dernier que commence le Carnaval; celui-ci s'achève lors du dimanche du Pardon (P - 49).
La période du petit carême se termine le soir du Dimanche du Pardon. Le lendemain, lundi pur (P - 48), marque le début du Grand Carême. On procède en ce jour à toutes sortes de purifications : grands nettoyages, purifications personnelles, abandon des nourritures trop riches, etc.